# ユリアン・セミョーノフ
ユリアン・セミョーノヴィチ・セミョーノフ（露: Юлиан Семёнович Семёнов、1931年 - 1993年）は、ソビエト連邦・ロシアの小説家、推理作家、スパイ小説作家。男性。モスクワ生まれ。
ソ連きってのベストセラー作家であり、また政治ジャーナリストとしても知られた。ソ連の書記長にもなったミハイル・ゴルバチョフの友人であり、顧問でもあった。

## 略歴
1931年、モスクワに生まれる。父はユダヤ系の政治家、記者。母はロシア人。
モスクワの東洋学専門学校（Московский институт востоковедения）でアフガニスタンの言語を専攻し、卒業後、モスクワ大学歴史学部東洋科の講師となる。1955年よりソ連の大衆誌『アガニョーク（ともしび）』の記者となり、ソ連各地や国外を歩き回り、シベリアや北極にも赴いた。ジョン・F・ケネディやホー・チ・ミン、チェ・ゲバラにインタビューしたこともある。
1958年、文学雑誌『ズナーミャ』に短編シリーズ『地質学者リャビニナの五つの物語』を発表したころから本格的に作家活動を開始し、翌1959年には、ロシアの東洋学者の悲劇的な生涯を描いた中編小説「外交官」で注目を集めた。
1963年には、モスクワ警察の3人の刑事が強盗事件を捜査する警察小説『ペトロフカ、38』を発表し、一躍人気作家となる。この作品は発表後しばらくして本人により戯曲化され、モスクワの劇場で上演され人気を博した。のちの映画版のシナリオもセミョーノフ本人が手掛けている。
『ペトロフカ、38』の成功によりセミョーノフは警察の記録保管所に出入りできるようになり、また刑事の実際の捜査に同行することも許された。セミョーノフはその後も、『ペトロフカ、38』に始まる刑事コスチェンコシリーズや、ソ連の諜報部員スティルリッツを主人公とするシリーズなど、推理小説、スパイ小説を書き続けた。
1986年には、メキシコの推理作家パコ・イグナシオ・タイボ二世らとともに国際推理作家協会を設立（ソ連・ロシアでは「国際推理小説・政治小説協会」（Международная ассоциация детективного и политического романа））。
日本では飯田規和の翻訳で前述の『ペトロフカ、38』が早川書房から刊行されており、その関係でセミョーノフは日本の早川書房を訪れたこともある。ほかの日本語訳に、スパイ小説『春の十七の瞬間（とき）』などがある。

## 日本語訳作品
- ソ連諜報部員スティルリッツシリーズ
  - 春の十七の瞬間（とき） （訳：伏見威蕃（ふしみ いわん）、1991年6月、角川文庫） (Семнадцать мгновений весны (1969))
  - 会長用の爆弾 （抄訳、『今日（こんにち）のソ連邦』1973年第1号～第7号、全7回連載） (Бомба для председателя (1970))
- 刑事コスチェンコシリーズ
  - ペトロフカ、38 （Петровка, 38 (1963)）
    - 訳：飯田規和、1965年3月、早川書房 ハヤカワ・ポケット・ミステリ883
    - 訳：飯田規和、『世界ミステリ全集12』（早川書房、1972年12月）に収録
- 短編
  - 一九三七年の夏 - 『ニュー・ミステリ ジャンルを越えた世界の作家42人』（編：ジェローム・チャーリン、1995年10月、早川書房、ISBN 9784152079619）に収録

『春の十七の瞬間』の訳者あとがきで、ユリアン・セミョーノフ『タスは公表を承認された……』が角川文庫より近刊とされているが、実際には刊行されなかった。

## 著作リスト
ロシア語で執筆。
未訳作品の日本語タイトルは飯田規和編「ユリアン・セミョーノフ著作リスト」（『世界ミステリ全集12』（早川書房、1972年）巻末）に従う。

### 初期の作品
- «Пять рассказом о геологе Рябининой»（地質学者リャビニナの五つの物語） (1958) - 短編集
- «Будни и праздники»（平日と祭日） (1959)
- «Дипломатический агент»（外交官） (1959) - 中編
- «49 часов 25 минут»（四十九時間二十五分） (1960)
- «Уходят, чтобы вернуться»（戻るために去る） (1961) - 短編集
- «При исполнении служебных обязанностей»（職務遂行中に） (1962) - 中編

### ソ連諜報部員スティルリッツシリーズ
ソ連の諜報部員スティルリッツ（ru:Штирлиц）のシリーズ（作中の年代順）。
- «Бриллианты для диктатуры пролетариата»（プロレタリア独裁のダイヤ） (1971) (映画版、TVドラマ版)
- «Пароль не нужен»（合言葉は必要ない） (1966) (映画版(1967)、TVドラマ版)
- «Нежность» (1975) (TVドラマ版)
- «Испанский вариант» (1973) (映画版)
- «Альтернатива» (1974)
- «Третья карта» (1977)
- «Майор Вихрь»（ヴィフリ（竜巻）少佐） (映画版, 1967)
- «Семнадцать мгновений весны»（春の十七の瞬間） (1969) (TVドラマ版, 1973)
- «Приказано выжить» (1982)
- «Экспансия-I» (1984)
- «Экспансия-II» (1984)
- «Экспансия-III» (1984)
- «Отчаяние» (1990)
- «Бомба для председателя»（会長用の爆弾） (1970) (映画版タイトル «Жизнь и смерть Фердинанда Люса», 1976)

### 刑事コスチェンコシリーズ
モスクワ警察の刑事コスチェンコ（Костенко）のシリーズ。
- «Петровка, 38»（ペトロフカ、38） (1963) (映画版)
- «Огарёва, 6» (1972) (映画版)
- «Противостояние» (1979) (TVドラマ版, 1985)
- «Репортёр» (1987)
- «Тайна Кутузовского проспекта» (1990)

### KGB大佐スラーヴィンシリーズ
KGB（カーゲーベー、ソ連国家保安委員会）の大佐スラーヴィン（Славин）のシリーズ。
- «ТАСС уполномочен заявить»（タスは公表を承認された……） (1977) (TVドラマ版, 1984)

### ジャーナリストステパノフシリーズ
ジャーナリストのステパノフ（Степанов）のシリーズ。
- «Пресс-центр»（プレスセンター） (1983) (映画版タイトル «Большая игра», 1988)
- «Аукцион» (1985)
- «Он убил меня под Луанг-Прабангом» (1970)

### その他の政治小説
- «В поисках Янтарной комнаты»
- «Каприччиозо по-сицилийски» (1978)
- «Ненаписанные романы» (1990)

### フェリックス・ジェルジンスキーを扱った小説
ソ連の政治家フェリックス・ジェルジンスキーを扱った小説。
- «Горение»全4巻 (1977) (映画版タイトル  «Без особых примет» 、«Крах операции „Террор“», 1978—1980)

### その他
- «Смерть Петра» (1982)
- «Убийство Столыпина» (1983)
- «Псевдоним» (1984)
- «Научный комментарий» (1985)